# Discografia di Ben Harper
La discografia di Ben Harper, cantante e cantautore statunitense, comprende 15 album in studio, 5 album dal vivo e oltre trenta singoli.
Oltre al suo disco di esordio Pleasure and Pain, pubblicato solo in vinile ed in edizione limitata, l'artista americano ha pubblicato alcuni album da solista, altri con varie formazioni da lui create nel corso degli anni, ovvero gli Innocent Criminals, i Blind Boys of Alabama e i Relentless7. A questi lavori si aggiunge un album pubblicato solo in versione digitale.
Ben Harper ha inoltre pubblicato un album come membro del gruppo Fistful of Mercy, formato insieme a Dhani Harrison e Joseph Arthur. Inoltre, nel corso degli anni Ben Harper ha collaborato con molti artisti, comparendo così nelle produzioni di diversi suoi colleghi.

## Album

### Album in studio
| Album | Posizioni massime in classifica | Posizioni massime in classifica | Posizioni massime in classifica | Posizioni massime in classifica | Posizioni massime in classifica | Posizioni massime in classifica | Posizioni massime in classifica | Certificazioni                                                                                      |
| Album | USA                             | AUS                             | SWI                             | FRA                             | NZ                              | ITA                             | POR                             | Certificazioni                                                                                      |
| --- | ------------------------------- | ------------------------------- | ------------------------------- | ------------------------------- | ------------------------------- | ------------------------------- | ------------------------------- | --------------------------------------------------------------------------------------------------- |
| Pleasure and Pain - Accreditato a Ben Harper - Pubblicato nel 1992 - Etichetta: Virgin Records                                             | —                               | —                               | —                               | —                               | —                               | —                               | —                               | —                                                                                                   |
| Welcome to the Cruel World - Accreditato a Ben Harper - Pubblicato l'8 febbraio 1994 - Etichetta: Virgin Records                           | —                               | —                               | —                               | 11                              | —                               | —                               | —                               | - AUS: Oro - CAN: Oro - FRA: Platino                                                                |
| Fight for Your Mind - Accreditato a Ben Harper - Pubblicato nel 1995 - Etichetta: Virgin Records                                           | —                               | 34                              | —                               | 39                              | 7                               | —                               | —                               | - CAN: Platino - FRA: Oro - USA: Oro                                                                |
| The Will to Live - Accreditato a Ben Harper - Pubblicato il 17 giugno 1997 - Etichetta: Virgin Records                                     | 89                              | 17                              | —                               | 4                               | 1                               | —                               | —                               | - AUS: Platino - FRA: Platino                                                                       |
| Burn to Shine - Accreditato a Ben Harper e the Innocent Criminals - Pubblicato il 21 settembre 1999 - Etichetta: Virgin Records            | 67                              | 2                               | 34                              | 2                               | 5                               | —                               | —                               | - AUS: Platino - FRA: Platino - NZ: Platino - USA: Oro                                              |
| Diamonds on the Inside - Accreditato a Ben Harper - Pubblicato l'11 marzo 2003 - Etichetta: Virgin Records                                 | 19                              | 2                               | 3                               | 2                               | 2                               | 1                               | 10                              | - AUS: 2×Platino - CAN: Oro - FRA: Platino - ITA: Platino - POR: Argento - SWI: Oro - NZ: 2×Platino |
| There Will Be a Light - Accreditato a Ben Harper e The Blind Boys of Alabama - Pubblicato il 21 settembre 2004 - Etichetta: Virgin Records | 81                              | 6                               | 3                               | 1                               | 7                               | 1                               | 7                               | - AUS: Oro - FRA: 2×Oro                                                                             |
| Both Sides of the Gun - Accreditato a Ben Harper - Pubblicato il 21 marzo 2006 - Etichetta: Virgin Records                                 | 7                               | 1                               | 4                               | 2                               | 1                               | 1                               | 3                               | - AUS: Platino - CAN: Oro - FRA: Platino - SWI: Oro - NZ: Platino                                   |
| Lifeline - Accreditato a Ben Harper & the Innocent Criminals - Pubblicato il 28 agosto 2007 - Etichetta: Virgin Records                    | 9                               | 7                               | 1                               | 1                               | 6                               | 1                               | 5                               | - AUS: Oro - FRA: Platino - SWI: Oro                                                                |
| White Lies for Dark Times - Accreditato a Ben Harper e Relentless7 - Pubblicato il 5 maggio 2009 - Etichetta: Virgin Records               | 9                               | 17                              | 7                               | 6                               | 11                              | 7                               | 23                              | - FRA: Oro                                                                                          |
| Give Till It's Gone - Accreditato a Ben Harper - Pubblicato il 17 maggio 2011 - Etichetta: Virgin Records                                  | 15                              | 9                               | 6                               | 3                               | 13                              | 2                               | 25                              | - FRA: Oro                                                                                          |
| Get Up! - Accreditato a Ben Harper e Charlie Musselwhite - Pubblicato il 29 gennaio 2013 - Etichetta: Stax                                 | —                               | —                               | —                               | —                               | —                               | —                               | —                               | —                                                                                                   |
| Childhood Home - Accreditato a Ben Harper e Ellen Harper - Pubblicato il 6 maggio 2014 - Etichetta: Prestige Folklore                      | —                               | —                               | —                               | —                               | —                               | —                               | —                               | —                                                                                                   |
| Call It What It Is - Accreditato a Ben Harper e The Innocent Criminals - Pubblicato l'8 aprile 2016 - Etichetta: Concord Music Group       | —                               | —                               | —                               | —                               | —                               | —                               | —                               | —                                                                                                   |
| No Mercy in This Land - Accreditato a Ben Harper e Charlie Musselwhite - Pubblicato il 30 marzo 2018 - Etichetta: ANTI- Records            | —                               | —                               | —                               | —                               | —                               | —                               | —                               | —                                                                                                   |

### Album dal vivo
| Album | Posizioni massime in classifica | Posizioni massime in classifica | Posizioni massime in classifica | Posizioni massime in classifica | Posizioni massime in classifica | Posizioni massime in classifica | Posizioni massime in classifica | Certificazioni                                   |
| Album | USA                             | AUS                             | SWI                             | FRA                             | NZ                              | ITA                             | POR                             | Certificazioni                                   |
| --- | ------------------------------- | ------------------------------- | ------------------------------- | ------------------------------- | ------------------------------- | ------------------------------- | ------------------------------- | ------------------------------------------------ |
| Live from Mars - Accreditato a Ben Harper & the Innocent Criminals - Pubblicato nel 2001 - Etichetta: Virgin Records                                                             | 70                              | 2                               | 29                              | 3                               | 3                               | 12                              | —                               | - AUS: 2×Platino - FRA: Oro - NZ: Oro - USA: Oro |
| Live at the Apollo - Accreditato a Ben Harper & The Blind Boys of Alabama - Pubblicato il 14 marzo 2005 - Etichetta: Virgin Records                                              | —                               | —                               | 96                              | 39                              | —                               | —                               | —                               | —                                                |
| Live at Twist & Shout - Accreditato a Ben Harper & the Innocent Criminals - Pubblicato il 4 dicembre 2007 - Etichetta: Virgin Records                                            | —                               | —                               | —                               | —                               | —                               | —                               | —                               | —                                                |
| Live from the Montreal International Jazz Festival - Accreditato a Ben Harper & Relentless7 - Pubblicato il 9 marzo 2010 - Etichetta: Virgin Records                             | 151                             | —                               | —                               | 57                              | —                               | —                               | 19                              | —                                                |
| Live from the Granada Theater: Dallas, Texas September 10, 2013 - Accreditato a Ben Harper & Charlie Musselwhite - Pubblicato il 31 dicembre 2013 - Etichetta: www.benharper.com | —                               | —                               | —                               | —                               | —                               | —                               | —                               | —                                                |

### Con i Fistful of Mercy
| Album | Posizioni massime in classifica | Posizioni massime in classifica |
| Album | US                              | FRA                             |
| --- | ------------------------------- | ------------------------------- |
| As I Call You Down - Accreditato ai Fistful of Mercy - Pubblicato il 5 ottobre 2010 - Etichetta: HOT Records | 50                              | 154                             |

### Album digitali
- 2006 – iTunes Originals - Ben Harper[42]

## Singoli
| Anno | Singolo                                            | Album di provenienza       |
| ---- | -------------------------------------------------- | -------------------------- |
| 1994 | Like a King / Whipping Boy                         | Welcome to the Cruel World |
| 1995 | Ground on Down                                     | Fight for Your Mind        |
| 1996 | Excuse Me Mr.                                      | Fight for Your Mind        |
| 1996 | Gold to Me                                         | Fight for Your Mind        |
| 1997 | Faded                                              | The Will to Live           |
| 1997 | Jah Work                                           | The Will to Live           |
| 1997 | Glory & Consequence                                | The Will to Live           |
| 1999 | Forgiven                                           | Burn to Shine              |
| 1999 | Burn to Shine                                      | Burn to Shine              |
| 1999 | Please Bleed                                       | Burn to Shine              |
| 2000 | Steal My Kisses                                    | Burn to Shine              |
| 2002 | With My Own Two Hands                              | Diamonds on the Inside     |
| 2003 | Diamonds on the Inside                             | Diamonds on the Inside     |
| 2003 | Brown Eyed Blues                                   | Diamonds on the Inside     |
| 2003 | Wicked Man                                         | There Will Be a Light      |
| 2005 | There Will Be a Light                              | There Will Be a Light      |
| 2006 | Better Way                                         | Both Sides of the Gun      |
| 2006 | Both Sides of the Gun                              | Both Sides of the Gun      |
| 2006 | Morning Yearning                                   | Both Sides of the Gun      |
| 2007 | Fight Outta You                                    | Lifeline                   |
| 2007 | Boa Sorte/Good Luck (con Vanessa da Mata)          | Sim (di Vanessa da Mata)   |
| 2007 | In the Colors                                      | Lifeline                   |
| 2007 | Fool for a Lonesome Train                          | Lifeline                   |
| 2009 | Shimmer and Shine                                  | White Lies for Dark Times  |
| 2009 | Fly One Time                                       | White Lies for Dark Times  |
| 2010 | Lay There and Hate Me                              | White Lies for Dark Times  |
| 2010 | Skin Thin                                          | White Lies for Dark Times  |
| 2010 | The World Suicide                                  | White Lies for Dark Times  |
| 2010 | Never Tear Us Apart (con gli INXS)                 | Original Sin (degli INXS)  |
| 2010 | Never Tear Us Apart (con gli INXS e Mylène Farmer) | Original Sin (degli INXS)  |
| 2011 | Rock N' Roll Is Free                               | Give Till It's Gone        |
| 2011 | Don't Give Up on Me Now                            | Give Till It's Gone        |
| 2011 | Waiting On a Sign                                  | Give Till It's Gone        |

## Altre apparizioni

### Album, DVD ed EP di altri artisti
| Anno | Canzone                               | In collaborazione con               | Album, DVD o EP                                  | Tipo di partecipazione              |
| ---- | ------------------------------------- | ----------------------------------- | ------------------------------------------------ | ----------------------------------- |
| 2001 | Flake                                 | Jack Johnson                        | Brushfire Fairytales                             | Slide guitar                        |
| 2003 | Daughter (dal vivo)                   | Pearl Jam                           | Live at the Garden (DVD)                         | Voce                                |
| 2003 | Indifference (dal vivo)               | Pearl Jam                           | Live at the Garden (DVD)                         | Voce                                |
| 2006 | Belief                                | John Mayer                          | Continuum                                        | Chitarra                            |
| 2006 | Waiting on the World to Change        | John Mayer                          | Waiting on the World to Change (EP ed. limitata) | Voce                                |
| 2006 | Waiting on the World to Change        | John Mayer                          | The Village Sessions (EP)                        | Voce                                |
| 2007 | Inna di Red                           | Stephen Marley                      | Mind Control                                     | Musicista                           |
| 2007 | Eloise (Baghdad mix)                  | Cluver City Dub Collective          | Dos                                              | Slide guitar Weissenborn            |
| 2007 | Fango                                 | Jovanotti                           | Safari                                           | Chitarra                            |
| 2008 | A Minute to Rest and a Second to Pray | Solomon Burke                       | Like a Fire                                      | Compositore, dobro, voce secondaria |
| 2008 | Gasoline                              | Sheryl Crow                         | Detours                                          | Voce secondaria                     |
| 2008 | Pass It Around                        | Donavon Frankenreiter               | Pass It Around                                   | Musicista                           |
| 2008 | Dust Me Down                          | Taj Mahal                           | Maestro                                          | Compositore, cantante               |
| 2009 | Old Enough                            | Rickie Lee Jones                    | Balm In Gilead                                   | Voce                                |
| 2010 | Devil Inside                          | INXS & Nikka Costa                  | Original Sin (traccia bonus)                     | Voce                                |
| 2010 | If I Had My Way                       | Robert Randolph and the Family Band | We Walk This Road                                | Musicista, cantante                 |
| 2010 | Peace Dream                           | Ringo Starr                         | Y Not                                            | Voce secondaria                     |

Nel 2008 Ben Harper ha partecipato a 7 brani dell'album Collapsible Plans di Tom Freund, occupandosi anche della produzione del disco stesso.

### Compilation e colonne sonore
| Anno | Canzone                                                                              | Compilation                                                                  |
| ---- | ------------------------------------------------------------------------------------ | ---------------------------------------------------------------------------- |
| 1997 | Excuxe Me Mr.                                                                        | M.O.M., Vol. 2: Music for Our Mother Ocean                                   |
| 1999 | The Modern World (cover del brano del gruppo The Jam)                                | Fire and Skill: The Songs of the Jam                                         |
| 2000 | My Father's House (cover di Bruce Springsteen)                                       | Badlands: A Tribute to Bruce Springsteen's Nebraska                          |
| 2002 | Strawberry Fields Forever (cover dei Beatles per la colonna sonora di Mi chiamo Sam) | Music from and Inspired by the Motion Picture Soundtrack: I Am Sam           |
| 2005 | Michelle (cover dei Beatles, eseguita con The Innocent Criminals)                    | This Bird Has Flown – A 40th Anniversary Tribute to the Beatles' Rubber Soul |
| 2007 | Be My Guest (cover di Fats Domino, interpretata con The Skatalites)                  | Goin' Home: A Tribute to Fats Domino                                         |
| 2007 | Beautiful Boy                                                                        | Instant Karma: The Amnesty International Campaign to Save Darfur             |

## Raccolte
- 2012 – By My Side

## Album video
- 2002 – Pleasure and Pain[71]
- 2003 – Live at the Hollywood Bowl
- 2005 – Live at the Apollo